# Logan (Ohio)
Logan ist eine City am Hocking River im County Hocking im Süden des amerikanischen Bundesstaats Ohio, etwa 50 km südöstlich von Columbus. Das U.S. Census Bureau ermittelte bei der Volkszählung 2020 eine Einwohnerzahl von 7296.
Logan ist Sitz der Verwaltung des County Hocking.
In Logan befinden sich eine Reihe von denkmalgeschützten Gebäuden, die in das National Register of Historic Places (NRHP) Aufnahme fanden. Dazu gehören das Rathaus von Logan und die katholische Kirche Saint John the Evangelist.

## Geschichte

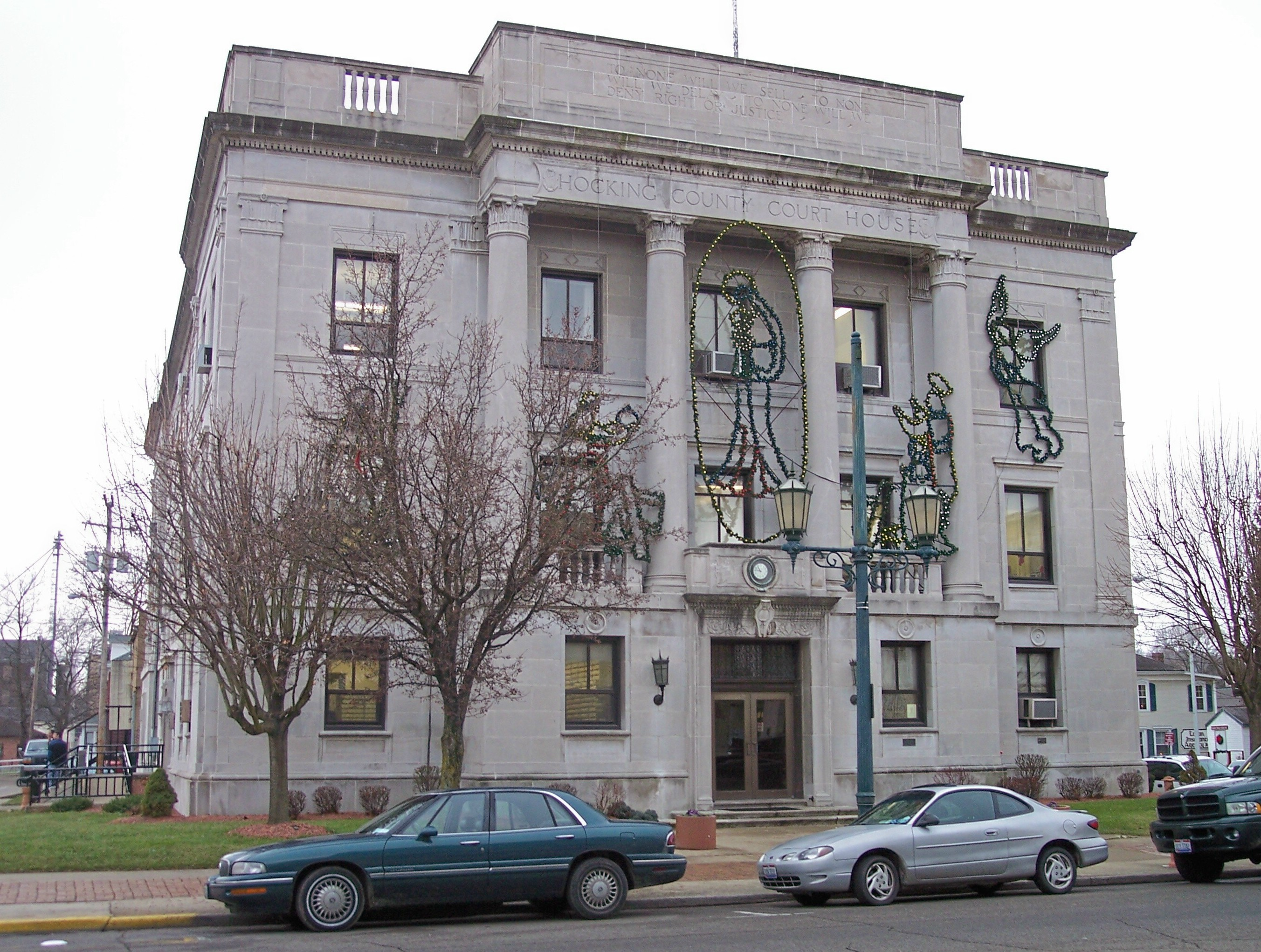
County Courthouse in Logan

Logan wurde 1816 auf Initiative des früheren Gouverneurs von Ohio Thomas Worthington gegründet. Worthington hatte dazu in der Nähe des Wasserfalls Hocking Falls das Land für die Neugründung für 1000 Dollar erworben und zwei Mühlen errichtet. 1818 wurde Logan zum Sitz des County Hocking. Der Ort entwickelte sich in Folge vor allem durch die Errichtung von Verkehrswegen und die Ausbeutung von Rohstoffvorkommen. 1840 erreichte der Hocking Canal den Ort, der Logan mit Athens, Lancaster und dem Ohio-Erie-Kanal verband. 1869 erreichte die Hocking Valley Railway den Ort. Im 19. Jahrhundert wurde im Hocking Valley Kohle abgebaut, der Abbau kam jedoch um Logan zum Erliegen, nachdem das New Straitsville-Kohleflöz einem Kohlebrand zum Opfer fiel. Zum Ende des 19. Jahrhunderts wurde Erdgas entdeckt, die Lagerstätten waren jedoch nach wenigen Jahren erschöpft. Die Stadt nahm 1907 einen erneuten Aufschwung, als dort das Ausbesserungswerk der Hocking Valley Railway eröffnet wurde. Nachdem das Werk 1930 geschlossen worden war, ging es auch mit der Stadt wieder bergab, verstärkt noch durch die Auswirkungen der Great Depression.

## Persönlichkeiten
- Curtis Scaparrotti (* 1956), General der U.S. Army und 18. Supreme Allied Commander Europe, in Logan geboren.
- Katie Smith (* 1974), professionelle Basketball-Spielerin, wuchs in Logan auf.